# Сольресоль

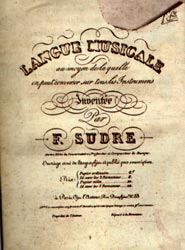
Обкладинка книги Ж. Ф. Сюдра

Сольресоль — міжнародна штучна мова, заснована на назвах семи нот діатонічної гами. Її винайшов француз Жан Франсуа Сюдр в 1817 році. У подальший розвиток сольресоль внесли значний внесок Венсан Гаєвський (фр. Vincent Gajewski), що розробив для неї особливу стенографічний алфавіт (див. нижче), і його син Сізаль Болеслас Гаєвський (фр. Sisal Boleslas Gajewski), який проаналізував сильні та слабкі сторони проєкту Сюдра в книзі «Examen critique de la langue universelle de Sudre» (1887), а потім склав «Граматику сольресоля» (фр. Grammaire du Solresol; 1902).

## Алфавіт
Всі слова сольресоль складаються з назв семи музичних нот у різних комбінаціях. Таким чином, у мові є 7 односкладових слів, 49 двоскладових слів, 336 трискладових і 2268 чотирискладових (всього 2660 слів). П'ятискладові слова є, але в «Граматиці сольресоль» вони не згадані. Знайомство з музичною грамотою для вивчення і використання сольресоль не обов'язкове.

## Приклади
Деякі слова і фрази перекладаються на сольресоль так:
- я — доре,
- ти, ви — домі,
- мій — редо,
- бажання, бажати — міфаля,
- допомога, допомагати — досідо,
- кохання, кохати — мілясі,
- я кохаю тебе — доре мілясі домі,
- мова — сольресоль.

### Двоскладові слова
| Перший \ другий склад | (нічого)    | -do            | -re          | -mi               | -fa       | -sol         | -la                               | -si                      |
| --------------------- | ----------- | -------------- | ------------ | ----------------- | --------- | ------------ | --------------------------------- | ------------------------ |
| Do-                   | ні, ані     | (недосконалий) | я            | ти, ви            | він       | сам          | хтось                             | інший                    |
| Re-                   | та, а також | мій            | (минулий)    | твій, ваш         | його      | наш          | ваш                               | їх                       |
| Mi-                   | або         | для            | хто          | (майбутній)       | чий       | добре        | тут                               | добрий вечір/добраніч    |
| Fa-                   | до          | що?            | з (разом)    | цей, той          | (умовний) | для чого     | добрий, смачний                   | дуже, вельми             |
| Sol-                  | якщо        | але            | в, всередині | невірний          | тому що   | (імператив)  | завжди                            | дякую                    |
| La-                   | (артикль)   | ніхто/нічого   | (ким)        | тут               | поганий   | ніколи       | (дієприкметник теперішнього часу) | з/від                    |
| Si-                   | так, згоден | те саме        | кожен        | добрий ранок/день | маленький | містер, сер* | молодий чоловік                   | (пасивний дієприкметник) |

## Частини мови
Місце фонетичного наголосу у слові визначає частину мови У дієслові наголос не ставиться, в іменнику воно падає на перший склад, в прикметнику — на передостанній, а в прислівнику — на останній. Приклад:
- мідофа — віддавати перевагу,
- мІдофа — перевага,
- мідОфа — переважний,
- мідофА — переважно.

## Рід і число
Сольресоль має три роди — чоловічий, жіночий і середній, при цьому всі неживі або безстатеві об'єкти мають середній рід, а решта — відповідає статі (аналогічно англійській мові). У словах жіночого роду в усному мовленні виділяється останній голосний звук. На листі останній склад надкреслюється, або після слова зверху ставиться коротка горизонтальна лінія «¯». Слова середнього та чоловічого роду нічим не виділяються, тому можна сказати, що в сольресоль два роди — жіночий і нежіночий.
Слова у множині вимовляються з подовженням останнього приголосного звуку так, якщо б він був подвійний. На письмі над відповідною буквою ставиться діакритичний знак гострого наголосу (акут) «´».
- редо — брат,
- редо¯ — сестра,
- ред́о¯ — сестри.

У багатьох випадках позначки жіночого роду і множини можуть бути опущені, якщо сенс зрозумілий з сусідніх слів.

## Смислові групи
Багатоскладові слова об'єднуються в смислові групи з початкових складах. Наприклад, слова, що починаються з соль відносяться до наук і мистецтва (сольресоль), а з сольсоль — до хвороб і медицини (сольсольредо — мігрень).

## Антоніми
Для утворення антонімів використовується інверсія, тобто «перевертання» слова.
- Фаля — хороший, добре,
- Ляфа — поганий, погано.

Природно, що в одержаних таким чином антонімах не можна по перших складах визначити смислову групу.

## Синоніми та омоніми
У сольресоль відсутні синоніми і омоніми — різні слова завжди означають різне і по-різному записуються.

## Морфологія і синтаксис
Дієвідмінювання, порівняльні ступені прикметників і прислівників, а також негативні і питальні речення утворюються за допомогою допоміжних слів.

## Писемність та інші форми мовлення

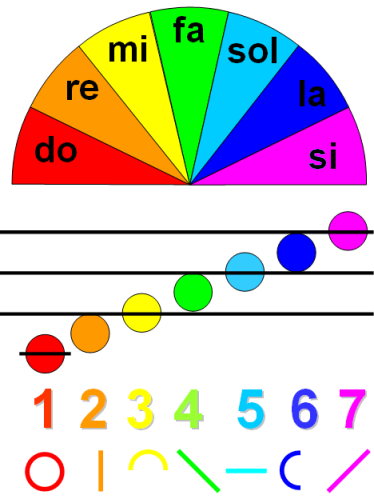
Форми запису Сольресоль - колір, ноти, цифри, геометричні фігури

Записувати сольресоль можна кількома простими способами:
1. Назвами нот,
2. Те ж, але для стислості опускаючи голосні,
3. нотним записом на нотному стані (або просто колами на трьох горизонтальних лініях),
4. Першими сімома арабськими цифрами
5. Першими сімома літерами латинського алфавіту
6. Знаками спеціальної стенографії сольресоль,
7. Кольорами веселки (кольоровими лініями на папері).

Мову на сольресоль можна відтворювати й іншими способами:
1. вимови назви нот вголос,
2. жестовою мовою глухонімих,
3. Серіями стукотів і інших довільних дискретних сигналів (один раз -до, два рази -' ре і т д..),
4. Грою на музичному інструменті з діатонічним звукорядом
5. Співом,
6. Жестами, що повторюють знаки стенографії сольресоль,
7. сигнальними прапорцями
8. Кольорами веселки (спалахами світла або кольоровими лініями на папері)

В усному сольресоль між словами необхідно робити короткі паузи, інакше розпізнавання меж слів буде утруднено.

## Популярність
Проєкт Сюдра здобув неодноразові схвалення різних комісій Паризької академії наук і численних наукових товариств, отримав приз в 10 тис. франків на міжнародній виставці 1851 року в Парижі та почесну медаль на міжнародній виставці в 1862 році в Лондоні, зустрів визнання багатьох видатних сучасників, в їх числі Віктора Гюго, Ламартіна, Олександра Гумбольдта.
Після невеликого періоду популярності сольресоль здав свої позиції успішнішим штучним мовам, таким як волапюк і есперанто.